# Liriomyza vicina
Liriomyza vicina är en tvåvingeart som beskrevs av Spencer 1976. Liriomyza vicina ingår i släktet Liriomyza och familjen minerarflugor. Inga underarter finns listade i Catalogue of Life.